# Адріан Фенті
Адріан Малік Фенті (народився 6 грудня 1970 р.) — американський політик, який був шостим мером округу Колумбія.

## Ранні роки та освіта
Фенті народився у Вашингтоні. Мати Фенті — італійка. Її сім'я іммігрувала до США з комуни Монте-Сан-Джованні-Кампано в Лаціо в 1920 році. Його батько, родом з Буффало, штат Нью-Йорк, має коріння на Барбадосі та Панамі.
Фенті закінчив католицьку середню школу. Він здобув ступінь бакалавра з англійської мови та економіки в Оберлінському коледжі та ступінь доктора юридичних наук, в юридичній школі університету Говарда.

## Кар'єра
Перш ніж брати участь у місцевій політиці округу Колумбія, Фенті працював стажером у американського сенатора Говарда Меценбаума, делегата США Еліанори Холмс Нортон та представника США Джозефа П. Кеннеді II.
Фенті розпочав свою кампанію щодо заміщення мера, який вийшов у відставку, Ентоні А. Вільямса в 2005 році. За посаду також змагалися тодішній голова Ради Лінда Кропп, бізнес-леді Марі Джонс, тодішній член Ради Вінсент Орандж та лобіст Майкл А. Браун. Навесні 2006 року перегони розглядалися як боротьба між Фенті і Кропп. До липня 2006 року опитування показали, що Фенті мав приблизно 10 балів переваги; політичні оглядачі дискутували, чи це пов'язано з кампанією Фенті, відсутністю участі Кропп в кампанії чи прагненням електорату до нового напрямку. Фенті виграв на усіх 142 дільницях, що не мало аналогів на попередніх виборах мера. Він отримав 89 відсотків голосів на загальних виборах і став шостим міським головою округу.
За перебування Фенті при владі рівень вбивств в окрузі знизився на 25 % у 2009 році; рівень розкриття вбивств зріс до 70 %. Фенті повідомляє, що вбивства були на «найнижчому рівні з 1964 року» і що «як насильницькі злочини, так і майнові злочини» зазнали двозначного спаду.
Фенті виступав за розвиток округу, включаючи ремонт бібліотек, парків і центрів відпочинку. Були відкриті найбільший торговий центр округу, торговий центр DC USA і торговий центр Camp Simms та були побудовані або відремонтовані тисячі одиниць доступного житла. Стартувала програма «Житло насамперед» щодо забезпечення безхатьків постійним житлом. Крім того, адміністрація Фенті покращила надання невідкладної медичної допомоги та розширила охорону здоров'я для незастрахованих. У грудні 2009 року Фенті підписав Закон 2009 року щодо свободи віросповідання та рівності в цивільному шлюбі, щоб легалізувати одностатеві шлюби в окрузі Колумбія.
Фенті офіційно оголосив про своє переобрання в квітні 2010 року. Фенті програв Вінсенту Грею з відривом в 10 балів — 54 % проти 44 %.